# Reino de Hadeland
El reino de Hadeland (en nórdico antiguo: Haðafylki) fue un antiguo territorio de los reinos vikingos de Noruega que aparece en diversas sagas nórdicas, especialmente Heimskringla de Snorri Sturluson. Se encontraba en la actual Oppland (tierras altas), a veces repartido entre diversos reinos, y todavía hay dudas sobre su existencia como reino independiente. Algunos historiadores consideran que su origen es merovingio, pero no existen datos fiables hasta la década de 1270 cuando apareció la ley del suelo durante el reinado de Magnus VI de Noruega.

## Historia
La Noruega de la Era Vikinga estuvo dividida en pequeños reinos independientes gobernados por caudillos que gobernaban los territorios, competían por la supremacía en el mar e influencia política, y buscaban alianzas o el control sobre otras familias reales, bien de forma voluntaria o forzadas. Estas circunstancias provocaron periodos turbulentos y vidas heroicas como se recoge en la saga Heimskringla del escaldo islandés Snorri Sturluson en el siglo XIII. Hadeland fue uno de esos reinos independientes y uno de sus monarcas más prominentes Halfdan Hvitbeinn, que vivió en el siglo VIII. Halfdan el Negro, padre de Harald I, unificador de Noruega, visitó a menudo el reino. Según las sagas el rey Halfdan fue a Hadeland para participar en un banquete en el invierno de 860 y al cruzar el hielo en su camino de regreso a Ringerike, se rompió y todos murieron ahogados.

## Tridjung
Hadafylki era considerado un territorio «tridjung», es decir, un tercio de las tierras altas. Las dos terceras partes eran Heinafylke (Hedemarken) y Raumafylke (Romerike), que junto a otras dependencias como  Gudbrandsdalslågen y Østerdal quedaron bajo el gobierno del Eidsivating, pero no fue tan popular como el Gulating (costa oeste) o el Frostating (Trøndelag). La mayoría de los historiadores, sin embargo, parecen estar de acuerdo en que Oppland tuvo una estructura similar. 
Posteriormente también hubo otro «tridjung» en Hadafylki, que comprendía Ringerike, Hadeland y Toten cuyo territorio difería ligeramente con el actual. Ringerike comprendía, además de la actual Ringerike y Hole, también partes de Modum, Sigdal y Krødsherad, y Hadeland comprendía probablemente amplios territorios de la anterior partición.
Actualmente un distrito en el sur de Randsfjorden en el condado de Oppland; compuesto por los municipios de Gran, Jevnaker y Lunner.